# Guilherme Geirinhas
Guilherme Guerra Abrantes Geirinhas (Lisboa, 10 de Fevereiro de 1990) é um humorista e realizador português.

## Biografia
Guilherme Geirinhas completou o ensino básico e secundário no Externato Marista de Lisboa. Mais tarde, ingressou na Faculdade de Ciências Médicas da Universidade Nova de Lisboa, no curso de Medicina, mas acabou por desistir. Mudou-se para a Nova School of Business and Economics, onde concluiu a licenciatura em Economia e o mestrado em Gestão.
Estudou ainda Escrita de Comédia, disciplina inserida na pós-graduação de Artes da Escrita da Faculdade de Ciências Sociais e Humanas.[carece de fontes?]

## Humor
Séries
Começou no humor em 2013, juntamente com Carlos Coutinho Vilhena, Manuel Cardoso e Pedro Teixeira da Mota, quando criou o projeto de sketch-comedy Bumerangue, mais tarde exibido na SIC Radical.
Em 2020 criou ainda a rubrica Coisas Chatas com Humor, um conceito que junta humor com literacia, onde simplifica temas como a habitação, a política ou a emigração.
Em Dezembro de 2023 lançou a sua primeira série de ficção enquanto autor e realizador, Vai Correr Tudo Bem, uma comédia trágica com contornos semi-biográficos.
Poucos meses depois, em Março de 2024, lançou o Bom Partido, uma mini-série de seis episódios onde conversou com os candidatos às eleições legislativas num formato informal e descontraído.
Espetáculos
Em 2018 lançou o seu primeiro espetáculo de stand-up comedy a solo, o Modo Voo, que percorreu o país numa tour de que passou por cidades como Lisboa, Porto, Coimbra, Braga, Guimarães, Aveiro, Leiria, Viseu, Évora ou Faro.
No dia 1 de Julho de 2023, na celebração do aniversário do Sporting Clube de Portual, levou o podcast ADN de Leão do YouTube para o Coliseu de Lisboa, num espetáculo único em que apresentou o ADN de Leão ao vivo.
Podcasts
Desde 2021 que apresenta o ADN de Leão, o podcast oficial do Sporting Clube de Portugal.
Crónicas
Entre 2019 e 2020, assinou uma crónica semanal na Revista Sábado. Em 2021, escreveu sobre cinema, séries e cultura pop no Acho Que Vais Gostar Disto.

## Publicidade
Antes do humor, entre 2014 e 2016, trabalhou como criativo publicitário na agência BAR Lisboa, mais tarde fundida com o grupo Ogilvy. 
Durante esse período, venceu por três vezes a medalha de ouro na competição de Filme dos Young Lions Portugal, que o levou a representar Portugal pelo mesmo número de vezes no Festival de Cannes.